# Srednekolymski ulus
Der Srednekolymski ulus (russisch Среднеколымский улу́с, auch Среднеколымский район, Srednekolymski rajon; jakutisch Орто Халыма улууһа, Orto Chalyma uluuha) ist einer der 34 Ulusse (Rajons) der Republik Sacha (Jakutien) im Norden des russischen Föderationskreises Ferner Osten. Er liegt nördlich des Polarkreises im Nordosten der Republik im Binnenland, südlich des Nischnekolymski ulus und nördlich des Werchnekolymski ulus. Östlich grenzt er an den Autonomen Kreis der Tschuktschen und die Oblast Magadan. Die Namen des Ulus und seines Verwaltungszentrums Srednekolymsk beziehen sich auf die Lage am Mittellauf der Kolyma (russisch Srednjaja Kolyma).

## Geographie
Der Ulus hat eine Fläche von etwa 125.200 km², gut ein Drittel der Fläche Deutschlands. Im Westen des Ulus liegt das Quellgebiet der Alaseja, der Osten wird von der Kolyma durchflossen. Der Flusslauf der Kolyma und das Gebiet auf ihrem linken, also nordwestlichen Ufer ist flach und gehört zum Ostsibirischen Tiefland. Rechts, also südöstlich des Flusses ist das Land hügelig und gehört zum Jukagirenplateau.
Die Vegetation besteht größtenteils aus Tundra.

## Demografie
Die Einwohnerzahl hatte sich von 1939 bis 1989 fast verdoppelt und ist inzwischen wieder leicht abgefallen. Damit waren ihre Schwankungen bei gleicher Tendenz geringer als in benachbarten Ulussen:
1939 – 4917
1959 – 5508
1970 – 6889
1989 – 9421
2002 – 8353
2010 – 7897
Die Bevölkerung besteht, mit leicht steigender Tendenz, zu etwa sieben Achteln aus Angehörigen indigener Ethnien.
| Ethnie    | 2002 | 2010     | 2010  |
| Ethnie    | %    | Personen | %     |
| --------- | ---- | -------- | ----- |
| Jakuten   | 81   | 6338     | 80,34 |
| Ewenen    | 4    | 523      | 6,63  |
| Jukagiren | …    | 50       | 0,63  |
| Russen    | 12   | 814      | 10,32 |

## Gemeinden
Der Ulus besteht aus 10 Gemeinden, in der Republik Sacha als nasleg bezeichnet, es sind die Kreisstadt und 9 Flächengemeinden.
In der folgenden Liste stehen voran die jakutischen, dahinter russischer Name oder deutsche Übersetzung, beide in Transliteration und in kyrillischer Schrift. Wo nur eine Einwohnerzahl angegeben ist, stammt sie aus dem Jahr 2007:
| Nr. | Jakutischer Name                    | Russischer Name bzw. Übersetzung | Einwohner 2007 (2010) | Bemerkung bzw. Zentrum             |
| 1)  | Orto Chalyma – Орто Халыма          | Srednekolymsk – Среднеколымск    | 3.407 (3.271)         | Stadt, Verwaltungszentrum des Ulus |
| 2)  | Ikkis Meetis – Иккис Мээтис         | „Meetis I“                       | 657                   | Sybaataj – Сыбаатай                |
| 3)  | Bastaky Meetis – Бастакы Мээтис     | „Meetis II“                      | 561                   | Sylgy Yytar – Сылгы Ыытар          |
| 4)  | Alahyaj – Алаһыай                   |                                  | 560                   | Arğachtaach – Арҕахтаах            |
| 5)  | Bastaky Changalas – Бастакы Хаҥалас | „Changalas II“                   | 560                   | Ölöökö Kyöl – Өлөөкө Күөл          |
| 6)  | Sïen Küöl – Сиэн Күөл               |                                  | 523                   | Ojyyhardaach – Ойууһардаах         |
| 7)  | Ikkis Changalas – Иккис Хаҥалас     | „Changalas I“                    | 488                   | Ebeech – Эбээх                     |
| 8)  | Bajdy – Байды                       |                                  | 471                   | Nalimskaj – Налимскай              |
| 9)  | Berezovka – Березовка               |                                  | 367                   | Berezovka – Березовка              |
| 10) | Chatyngaach – Хатыҥнаах             |                                  | 293                   | Chatyngaach – Хатыҥнаах            |

Die Nummern bezeichnen die Rangfolge der Siedlungen nach Einwohnerzahl und die Kennzeichnung in der nur in der jakutischen Wikipedia („In andern Sprachen: Caxa“) verfügbaren Karte des Ulus Srednekolymsk.